# Plecturocebus bernhardi
Plecturocebus bernhardi (лат.) — вид приматов из семейства саковых. 

## Систематика
Вид был описан в 2002 году и назван в честь нидерландского принца Бернарда. До 2016 года включался в состав рода Callicebus, однако по результатам молекулярно-генетических исследований Byrne с коллегами был перенесён в род Plecturocebus.
Местные жители, которым показывали фотографию этого примата с целью выяснить места его обитания, называли его «зог-зог».

## Описание
Бока и грудь тёмно-оранжевые, спина серовато-коричневая, хвост чёрный с белой кисточкой на конце. Длина тела около 94 см, включая хвост длиной 56 см.

## Распространение
Эндемик Бразилии. Встречается между реками Тапажос и Мадейра. Ареалы родственных видов Plecturocebus bernhardi, Plecturocebus cinerascens и Plecturocebus hoffmannsi в этом районе могут пересекаться. Возможно также встречается в заказнике Альта-Флореса в штате Мату-Гросу.

## Статус популяции
В 2008 году Международный союз охраны природы присвоил этому таксону охранный статус «Виды, вызывающие наименьшие опасения» (LC). Значимых угроз популяции не выявлено.